# Saison 3 de Warehouse 13
Chronologie
Saison 2 Saison 4
La troisième saison de Warehouse 13, série télévisée américaine, est composée de treize épisodes.

## Synopsis
Après avoir sauvé la vie du président des États-Unis, deux agents des Services Secrets sont nommés à un nouveau poste dans le sud du Dakota à Warehouse 13, un service qui abrite les objets aux propriétés surnaturelles que le gouvernement américain a collecté à travers les siècles. Le duo a alors pour mission de récupérer d'éventuels nouveaux artéfacts susceptibles de mettre la population en danger.

## Distribution

### Acteurs principaux
- Eddie McClintock (VF : Benjamin Pascal) : Pete Lattimer
- Joanne Kelly (VF : Marie Zidi) : Myka Ophelia Bering
- Saul Rubinek (VF : Pascal Casanova) : Dr Arthur « Artie » Nielsen
- Genelle Williams (VF : Fily Keita) : Leena
- Allison Scagliotti (VF : Sylvie Jacob) : Claudia Donovan

### Acteurs récurrents
- Aaron Ashmore (VF : Stéphane Pouplard) : agent Steve Jinks[2] (10 épisodes)
- Jaime Murray (VF : Marion Valantine) : H. G. Wells[3] (8 épisodes)
- Sasha Roiz (VF : Vincent Ropion) : Marcus Diamond[3] (7 épisodes)
- Ashley Williams (VF : Véronique Picciotto) : Sally Stukowski[3] (5 épisodes)
- CCH Pounder (VF : Michelle Bardollet) : Irène Frédéric (4 épisodes)
- Kate Mulgrew (VF : Anne Jolivet) : Jane Lattimer[4] (4 épisodes)
- Anthony Michael Hall (VF : Mathieu Buscatto) : Walter Sykes (4 épisodes)
- Lindsay Wagner (VF : Dominique Macavoy) : Dr Vanessa Calder[3] (3 épisodes)
- René Auberjonois (VF : Jean-Pierre Denys) : Hugo Miller[3] (2 épisodes - récurrent à travers les saisons)
- Faran Tahir (VF : Michel Vigné) : Adwin Kosan[3] (2 épisodes - récurrent à travers les saisons)

### Invités
- Paula Boudreau : Theadora Stanton (épisodes 2 et 8)
- Jason Blicker (en) (VF : Jean-Luc Atlan) : Aaron Sawyer (épisode 2)
- Joanna Douglas : Courtney Moore (épisode 2)
- Jeri Ryan (VF : Malvina Germain) : Amanda Latimer[3] (épisode 4)
- Holly Dennison (VF : Catherine Hamiltu) : la coordinatrice du mariage au sein du château (épisode 4)
- Matt Smith (VF : Bertrand Liebert) : le soldat confédéré interrogé, lors de la reconstitution de la guerre de Sécession (épisode 4)
- Brent Buchanan (VF : Luq Hamet) : Gibbs, le soldat nordiste tué lors de la reconstitution de la guerre de Sécession (épisode 4)
- Jordan Pettle (VF : Jean-Luc Atlan) : Johnson, un soldat nordiste lors de la reconstitution de la guerre de Sécession (épisode 4)
- Gareth David-Lloyd (VF : Yoann Sover) : M. Wolcott (épisode 5)
- Neil Grayston (VF : Taric Mehani) : Douglas Fargo[5] (épisode 6)
- Steven Yeun (VF : Benoît DuPac) : Wilson[5] (épisode 6)
- J. August Richards (VF : Bertrand Liebert) : Zak (épisode 7)
- Erick Avari : Caturanga (épisode 12)

## Production
Le tournage a repris le 9 février 2011 à Toronto, Canada.

## Liste des épisodes

### Épisode 1:Le Folio perdu
- États-Unis : 11 juillet 2011 sur Syfy
- France : 10 janvier 2012 sur Syfy Universal[7]
- Québec : 23 janvier 2012 sur Ztélé[8]

- États-Unis : 2,34 millions de téléspectateurs[9]

### Épisode 2:Régression
- États-Unis : 18 juillet 2011 sur Syfy
- France : 10 janvier 2012 sur Syfy Universal
- Québec : 30 janvier 2012 sur Ztélé

- États-Unis : 2,46 millions de téléspectateurs[10]

- Jason Blicker (Me Aaron Sawyer)
- Trevor Blumas (Geoffery Cedolia)
- Joanna Douglas (Courtney Moore)

### Épisode 3:Des yeux pour tuer
- États-Unis : 25 juillet 2011 sur Syfy
- France : 17 janvier 2012 sur Syfy Universal
- Québec : 6 février 2012 sur Ztélé

- États-Unis : 2,04 millions de téléspectateurs[11]

- René Auberjonois (Hugo Miller)

### Épisode 4:Reine d’un jour
- États-Unis : 1er août 2011 sur Syfy
- France : 17 janvier 2012 sur Syfy Universal
- Québec : 13 février 2012 sur Ztélé

- États-Unis : 2,25 millions de téléspectateurs[12]

- Jeri Ryan (Amanda Latimer)

### Épisode 5:La Corne volante
- États-Unis : 8 août 2011 sur Syfy
- France : 24 janvier 2012 sur Syfy Universal[13]
- Québec : 20 février 2012 sur Ztélé

- États-Unis : 2,55 millions de téléspectateurs[14]

- Gareth David-Lloyd (Marcus)

### Épisode 6:C’est pas du jeu!
- États-Unis : 15 août 2011 sur Syfy
- France : 24 janvier 2012 sur Syfy Universal[13]
- Québec : 27 février 2012 sur Ztélé

- États-Unis : 2,42 millions de téléspectateurs[15]

- Neil Grayston (Douglas Fargo)
- Steven Yeun (Wilson)

- Cet épisode est le deuxième crossover avec la série Eureka.

### Épisode 7:47 Secondes
- États-Unis : 22 août 2011 sur Syfy
- France : 31 janvier 2012 sur Syfy Universal[13]
- Québec : 5 mars 2012 sur Ztélé

- États-Unis : 2,25 millions de téléspectateurs[16]

- Yancey Arias (Jim)
- Gabriel Hogan (Sam Martino)
- J. August Richards (Zach Adanto)
- Ryan Blakely (Leo)
- Shauna Black (Alison)

### Épisode 8:Piège de verre
- États-Unis : 29 août 2011 sur Syfy
- France : 31 janvier 2012 sur Syfy Universal[13]
- Québec : 12 mars 2012 sur Ztélé

- États-Unis : 2,29 millions de téléspectateurs[17]

- Kate Mulgrew (Jane Lattimer)
- Paula Boudreau (Theodora Stanton)
- Andrew Jackson (Jackson)
- Alex Karzis (Philip Petrov)
- Noah Danby (James Aquino)

### Épisode 9:Ombres
- États-Unis : 12 septembre 2011 sur Syfy
- France : 7 février 2012 sur Syfy Universal[13]
- Québec : 19 mars 2012 sur Ztélé

- États-Unis : 1,91 million de téléspectateurs[18]

- Alessandra Torresani (Megann)
- Kate Mulgrew (Jane Lattimer)
- Ashton Doudelet (Jeff McMasters)
- Anthony Michael Hall (Walter Sykes)

### Épisode 10:Une faim de loup
- États-Unis : 19 septembre 2011 sur Syfy
- France : 7 février 2012 sur Syfy Universal[13]
- Québec : 26 mars 2012 sur Ztélé

- États-Unis : 1,83 million de téléspectateurs[19]

- Johnny Pacar (Dwayne Maddox)
- Jenny Raven (Amy Gillan)
- Kyle Buchanan (Paul)

### Épisode 11:Emily Lake
- États-Unis : 3 octobre 2011 sur Syfy
- France : 14 février 2012 sur Syfy Universal[13]
- Québec : 2 avril 2012 sur Ztélé

- États-Unis : 1,63 million de téléspectateurs[20]

### Épisode 12:La Dernière Bataille
- États-Unis : 3 octobre 2011 sur Syfy
- France : 14 février 2012 sur Syfy Universal[13]
- Québec : 9 avril 2012 sur Ztélé

- États-Unis : 1,63 million de téléspectateurs[20]

- Erick Avari (Caturanga)

### Épisode 13:La vie est belle
- États-Unis : 6 décembre 2011 sur Syfy[21]
- Québec : 16 avril 2012 sur Ztélé
- France : 25 décembre 2012 sur Syfy Universal[13]

- États-Unis : 1,58 million de téléspectateurs[22]

- La saison s'est terminée avec cet épisode spécial Noël[23].